# (5995) Saint-Aignan
(5995) Saint-Aignan (1982 DK) – planetoida z pasa głównego asteroid okrążająca Słońce w ciągu 4,18 lat w średniej odległości 2,59 j.a. Odkryta 20 lutego 1982 roku.